# Vagos Open Air
Vagos Open Air es un festival musical de heavy metal que se celebra en la localidad costera de Vagos, Portugal desde 2009. 
Este festival consiguió la fusión de dos importantes organizadores de eventos nacionales como “Prime Artists” y “Ophiusa Eventos” , promotoras de anteriores ediciones de festivales como Alliance Fest y In Ria Rocks
A Través de esta unión, nació uno de los mayores festivales musicales dentro del hard rock y del heavy metal, llenando el espacio vacío dejado por el ya desaparecido Festival Vilar de Mouros enfocado a una vertiente más alternativa del rock
Este festival es un festival de verano con precios de bajo coste donde el valor de cada entrada diaria no supera los 30 euros. 

## Lista de actuaciones
| 2012                                                                             |
| -------------------------------------------------------------------------------- |
| - Arcturus - Overkill - Textures - Enslaved - Arch Enemy - Eluveitie - Northland |

## (2009–2010)
| 2011 | 2010 | 2009 |
| --- | --- | --- |
| - Morbid Angel - Opeth - Nevermore - Tiamat - Ihsahn - Anathema - Kalmah - Essence - Crushing Sun - Malevolence - We Are The Damned - Revolution Within | - Carcass - Meshuggah - Amorphis - My Dying Bride - Kamelot - Ensiferum - Ghost Brigade - Gwydion - Oblique Rain - The Firstborn - Miss Lava - Prayers of Sanity | - Epica - The Gathering - Katatonia - Dark Tranquillity - Amon Amarth - Cynic - Dawn of Tears - Echidna - Kathaarsys - Process of Guilt - Thee Orakle |